# Municipio de Pelican (condado de Crow Wing)
El municipio de Pelican (en inglés: Pelican Township) es un municipio ubicado en el condado de Crow Wing en el estado estadounidense de Minnesota. En el año 2010 tenía una población de 446 habitantes y una densidad poblacional de 8,91 personas por km².

## Geografía
El municipio de Pelican se encuentra ubicado en las coordenadas 46°35′8″N 94°11′18″O / 46.58556, -94.18833. Según la Oficina del Censo de los Estados Unidos, el municipio tiene una superficie total de 50.04 km², de la cual 20,68 km² corresponden a tierra firme y (58,67 %) 29,35 km² es agua.

## Demografía
Según el censo de 2010, había 446 personas residiendo en el municipio de Pelican. La densidad de población era de 8,91 hab./km². De los 446 habitantes, el municipio de Pelican estaba compuesto por el 97,76 % blancos, el 0,22 % eran amerindios, el 0,22 % eran asiáticos y el 1,79 % eran de una mezcla de razas. Del total de la población el 0 % eran hispanos o latinos de cualquier raza.